# Constante de capacidad de fugacidad
La constante de capacidad de fugacidad (Z) se usa para ayudar a describir la concentración de un producto químico en un sistema (generalmente en mol / m 3 Pa).  Hemond y Hechner-Levy (2000) describen cómo utilizar la capacidad de fugacidad para calcular la concentración de un producto químico en un sistema.  Dependiendo de la sustancia química, la capacidad de fugacidad varía.  La concentración en los medios 'm' es igual a la capacidad de fugacidad en los medios 'm' multiplicada por la fugacidad del producto químico.  Para un sistema químico en equilibrio, la fugacidad del producto químico será la misma en cada medio / fase / compartimiento. Por lo tanto, el equilibrio a veces se llama "equifugidad" en el contexto de estos cálculos.
{\displaystyle C_{m}=Z_{m}\cdot f}
donde Z es una constante proporcional, denominada capacidad de fugacidad .  Esta ecuación no implica necesariamente que C yf estén siempre relacionados linealmente.  La no linealidad se puede acomodar permitiendo que Z varíe en función de C o f. 
Para una mejor comprensión del concepto de capacidad de fugacidad, la capacidad de calor puede proporcionar un precedente para introducir Z como la capacidad de una fase para absorber una cantidad particular de producto químico.  Sin embargo, las fases con alta capacidad de fugacidad no necesariamente retienen alta fugacidad . 
En los cálculos de la capacidad de fugacidad, los factores clave serían (a) la naturaleza del soluto (químico), (b) la naturaleza del medio o compartimento, (c) la temperatura.

## Expresiones para la capacidad de fugacidad
La expresión para Z m depende de los medios / fase / compartimiento.  La siguiente lista proporciona las capacidades de fugacidad para medios comunes:
- Aire (bajo supuestos de gas ideal ): Z aire = 1 / RT
- Agua: Z agua = 1 / H
- Octanol: Z oct = K ow / H
- Fase pura de la sustancia química objetivo: Z pura = 1 / P s v

Donde: R es la constante de gas ideal (8.314 Pa * m 3 / mol * K); T es la temperatura absoluta (K); H es la constante de la ley de Henry para el producto químico objetivo (Pa / m 3 mol); K ow es el coeficiente de partición octanol-agua para el producto químico objetivo (relación adimensional); P s es la presión de vapor del producto químico objetivo (Pa); y v es el volumen molar del producto químico objetivo (m 3 / mol). 
Observe que la relación entre los valores Z para diferentes medios (p. Ej., Octanol y agua) es la misma que la relación entre las concentraciones del producto químico objetivo en cada medio en equilibrio. 
Cuando se utiliza un enfoque de capacidad de fugacidad para calcular las concentraciones de un producto químico en cada uno de varios medios / fases / compartimentos, a menudo es conveniente calcular la fugacidad predominante del sistema utilizando la siguiente ecuación si la masa total del producto químico objetivo (M T ) y el volumen de cada compartimento (V m ) son conocidos: 
{\displaystyle f=M_{T}/\Sigma _{m}(V_{m}Z_{m})}
Alternativamente, si el producto químico objetivo está presente como una fase pura en equilibrio, su presión de vapor será la fugacidad predominante del sistema. 